# Лев Математик
Лев Матема́тик (Λέων ὁ Μαθηματικός или Лев Фило́соф, Λέων ὁ Φιλόσοφος) (около 790 — около 870) — византийский математик, механик и философ; архиепископ Фессалоникийский в 840—843 годах. Основатель Магнаврской высшей школы в Константинополе. Считается, что стоял у истоков Македонского ренессанса и впоследствии слыл человеком эпохи Возрождения.

## Биография
Родился в Константинополе (умер там же). Его армянское происхождение, упомянутое в ряде источников, основывается на сообщении из его биографии, где он назван родственником патриарха Иоанна Грамматика. Начальное образование получил в Константинополе; продолжил обучение на острове Андрос, где изучал арифметику, философию, богословие, риторику. Работал с рукописями многих библиотек. Им была собрана большая библиотека, в которой были сочинения Архимеда, Евклида, Птолемея.
Для своего времени Лев Математик был исключительно образованным человеком: прекрасно знал математику, физику, механику, философию, интересовался медициной и астрономией, изучал произведения античных авторов.
С 820 года преподавал геометрию по Евклиду в школе при церкви Сорока севастийских мучеников. Рукоположённый в архиерейский сан в 840 году, Лев Математик три года занимал кафедру архиепископа Фессалоник. В 843 году, когда в империи было восстановлено иконопочитание, был смещён с архиепископской кафедры за иконоборческую ориентацию, после чего он возвратился в столицу, где продолжил заниматься преподаванием и научной деятельностью (в дальнейшем отказался от своих иконоборческих взглядов и примирился с православной церковью).

## Научная деятельность
В математике Лев систематически применял буквы как арифметические символы, предвосхищая становление алгебры; он значительно упростил сложную символику Диофанта и сделал дальнейший шаг в развитии алгебраического направления в математике.
Весьма сведущ был Лев Математик и в механике. Приёмный зал Большого дворца (резиденция византийских императоров) украшали изобретённые Львом Математиком механизмы-автоматы: статуи рычащих львов, поющих и порхающих птиц и другие приводимые в движение водой механические фигуры (эти чудесные механизмы должны были изумлять иноземных послов, утверждая их в мыслях о могуществе Государства Ромеев).
Изобрёл систему световой и звуковой сигнализации, посредством которой передавались сообщения о событиях в соседних странах (в частности, в Арабском халифате). Как пишет Константин Багрянородный в книге «О церемониях византийского двора», световой телеграф Льва Математика, представлявший собой систему сигнальных башен, позволял в течение часа передать сообщение от границы с Халифатом в Константинополь (что было весьма важно в условиях постоянных арабских набегов на империю).

## Создание Магнаврской высшей школы
Лев Математик выступил инициатором возрождения в Византии высшего образования. В этом он нашёл поддержку у дяди императора Михаила III (842—867) Варды, который фактически возглавлял византийское правительство с 855 по 866 год (в 862 году получил второй по значимости — после императорского — титул цесаря). Варда основал (в 855 или 856 году) светскую Магнаврскую высшую школу (название получила по месту своего нахождения в Магнаврском дворце), ректором которой и поставил Льва Математика. В этой школе, которую последний возглавлял до конца своей жизни, велась подготовка чиновников, дипломатов, военачальников; в ней преподавались грамматика, риторика и философия, а также естественные науки — арифметика, геометрия, музыка и астрономия.
Лев Математик не избежал нападок фанатичных монахов, обвинявших его в тайном язычестве и чародействе. Спасло его только покровительство императорского двора.
Учениками Льва Математика были Фотий, будущий прославленный константинопольский патриарх, и просветитель славян святой Кирилл (Константин).
История гласит, что когда один из его учеников был захвачен во время византийско-арабских войн, халиф аль-Мамун был настолько впечатлён его знанием математики, что предложил Льву приехать в Багдад.
Лев взял письмо от халифа и показал его византийскому императору Феофилу, который, поражённый международной репутацией Льва, предоставил ему школу (ekpaideutērion) либо в Магнавре, либо в церкви Сорока мучеников.